# Молитор, Стив
Стив Молитор (англ. Steve Molitor; род. 4 апреля 1980, Сарния, Онтарио, Канада) — канадский боксёр-профессионал, выступающий в первой полулёгкой (Super Bantamweight) весовой категории. Является действующим чемпионом мира по версии МБФ (IBF).
Наилучшая позиция в мировом рейтинге: 6-й.

## Результаты боёв
| Бой | Дата | Соперник | Судьи | Место боя | Раундов | Результат | Дополнительно |
| --- | ---- | -------- | ----- | --------- | ------- | --------- | ------------- |
|     |      |          |       |           |         |           |               |
| Бой | Дата | Соперник | Судьи | Место боя | Раундов | Результат | Дополнительно |